# La Crise économique de 1929 (essai)
Pour l’article homonyme, voir Crise économique de 1929.
La Crise économique de 1929 (en anglais The Great Crash) est un essai de l'économiste canadien John Kenneth Galbraith paru en 1955, présentant le scénario et l'analyse du krach de 1929. J. K. Galbraith insiste particulièrement sur les conséquences néfastes des comportements spéculatifs, affirmant également que la connaissance des mécanismes en jeu en 1929 doit permettre d'éviter la récurrence de ce type d'évènements.

## Genèse
The Great Crash fut écrit durant l'été et l'automne de 1954, à l'invitation de Arthur Meier Schlesinger, Jr., l'historien travaillant alors à ses ouvrages sur Franklin D. Roosevelt (The Age of Roosevelt) et souhaitant s'appuyer sur un travail compétent sur la période de la crise de 1929. Galbraith travaillant alors sur son manuscrit de L'Ère de l'opulence et ne parvenant pas à se satisfaire de son travail jusque-là vit dans cette proposition l'occasion de s'en distraire, et affirma plus tard n'avoir jamais « eu plus de plaisir à écrire un livre ».
Le livre, dans lequel Galbraith choisit sciemment de se concentrer sur les jours ayant précédé le krach boursier, fut publié le 21 avril 1955, après que Galbraith eut attiré l'attention des médias, en particulier en raison des accusations de communisme formulées par le sénateur de l'Indiana Homer E. Capehart, dans le cadre de la chasse aux sorcières.

## Résumé
- Galbraith dresse minutieusement l'enchaînement des faits, de l'essor de la sphère financière au cours des années 1920 jusqu'au krach de l'automne 1929. Il ne se limite toutefois pas à Wall Street, à la bourse et aux banques. Il rappelle ainsi que l'« orgie spéculative » a également touché d'autres secteurs, en particulier l'immobilier en Floride. Il n'omet pas de signaler les erreurs et les malversations de grands responsables d'établissements bancaires, comme Albert H. Wiggin de la Chase, Charles E. Mitchell de la National City, ou encore Richard Whitney (en) de la Richard Whitney and Company. Il souligne les analyses fantaisistes d'économistes en vogue, comme Irving Fisher ou la Harvard Economic Society dont la confiance en un marché perpétuellement haussier, et dans le laissez-faire réglementaire, n'était basée sur aucune garantie.

Galbraith s'efforce aussi de mettre à bas certaines légendes, comme le fait que la crise financière aurait été importée depuis l'économie réelle en raison de signes d'essoufflement de cette dernière dès le printemps (au contraire, cet essoufflement est une conséquence de la spéculation boursière qui aspire des capitaux, dès lors désinvestis de l'industrie). Dans un registre plus anecdotique, il détruit également le mythe d'une vague de suicides, les cas dans le monde de la finance restant rares, et les statistiques new-yorkaises n'indiquant aucun pic notable.
L'économiste s'attache surtout à restituer l'événement dans  toute sa complexité, mettant en garde contre l'explication du krach uniquement par la faiblesse des taux d'intérêt ou par la généralisation de l'achat d'actions sur marge.
Galbraith consacre également en grande partie son dernier chapitre à la recherche du lien précis entre la crise financière de l'automne 1929 et la Grande Dépression des années 1930 : l'activité économique fléchit en effet dès le début de l'année 1929, mais la Grande Dépression ne peut pas cependant être expliquée par une offre de biens excédant les besoins, ou par un appareil productif usé ou inadapté. En revanche, le rôle majeur des hauts revenus dans les dépenses et les investissements des années 1920 explique, cette catégorie étant la plus touchée par le krach, les impacts importants de la diminution de cette capacité de dépense et d'investissement.
Galbraith avance finalement cinq facteurs d'explication de la crise financière et de la crise économique :
- les inégalités de revenus,
- les problèmes structurels des entreprises (notamment les holdings d'investissement jouant sur le levier),
- ceux du système bancaire (constitué d'unités indépendantes nombreuses et fragiles),
- une balance commerciale américaine fragile (exportations déclinantes, dépendant d'économies extérieures elles-mêmes fragiles et endettées),
- l'insuffisance des connaissances économiques et les mauvaises décisions de l'administration Hoover, insistant sur l'équilibre budgétaire et rejetant toute politique constructive, qu'elle soit fiscale ou monétaire.

Les mentalités et les facteurs psychologiques doivent certes être pris en compte : de même que la spéculation correspond à un état d'esprit démesurément optimiste, et à un « désir excessif de s'enrichir rapidement avec le minimum d'efforts » généralisé aux États-Unis, de même les craintes ont renforcé la crise et « quand le malheur eut frappé, les attitudes de l'époque empêchèrent de faire quoi que ce soit pour y remédier ». Mais les proportions de la crise économique qui s'ensuivit ont d'autres causes résidant dans la fragilité structurelle de l'économie américaine, l'exposant précisément à une catastrophe comme le krach de l'automne 1929.
Constatant les progrès qui ont résulté de 1929 (meilleure répartition des revenus, réduction des pyramides de holdings, assurance fédérale des dépôts bancaires et autres) Galbraith met toutefois en garde contre le risque toujours réel d'un épisode spéculatif, et ses conséquences inéluctables sur l'économie, et contre le laissez-faire et la confiance accordée sans contrôle aux institutions financières pour s'autoréguler.

## Éditions et traductions
- (en) The Great Crash, Boston, Houghton Mifflin, 1955 (réimpr. 1961 (augmentée d'une préface), 1972, 1979, 1989 (augmentée d'une nouvelle préface)) (présentation en ligne)
- La Crise économique de 1929 (trad. Henri Le Gallo), Paris, Payot, coll. « Petite bibliothèque Payot » (no 168), 2008 (1re éd. 1970) : édition augmentée de la préface à l'édition de 1988 : « 1929 et le krach de 1987 », traduite par Jacques Le Cacheux